# Ichneumon affector
Ichneumon affector är en stekelart som beskrevs av Peter Friedrich Ludwig Tischbein 1879. Ichneumon affector ingår i släktet Ichneumon och familjen brokparasitsteklar. Arten är reproducerande i Sverige. Utöver nominatformen finns också underarten I. a. balcanicus.